# بروميثيوس (قصة قصيرة)
بروميثيوس (العنوان الأصلي: Prometheus) قصة قصيرة ألمانية من تأليف الكاتب التشيكي فرانز كافكا، كتبها بين الأعوام 1917 وحتى 1923 ويرجح أن يكون كتبها في 1918، لم تنشر القصة خلال فترة حياة كافكا، ونشرت بعد سبع سنين من وفاته في عام 1931 ضمن مجموعة من قصصه «سور الصين العظيم» (Beim Bau der Chinesischen Mauer) قام صديقه ماكس برود بتجميعها ونشرها في برلين، ظهرت الترجمة الإنجليزية الأولى في عام 1933 في لندن. القصة تعرض أربع صياغات لأسطورة بروميثيوس الإغريقية، فيما يتعلق بمصيره بعد أن قُيّد بسلاسل إلى منحدر جزاء لخيانته الآلهة.